# Connor Chapman
Connor Chapman (Liverpool, 31 ottobre 1994) è un calciatore australiano, difensore del Melbourne Victory.

## Carriera

### Club
Ha giocato nella prima divisione australiana ed in quella sudcoreana.

### Nazionale
Ha partecipato ai Mondiali Under-20 del 2013.